# Вирвані з прапора
Вирвані з прапора (англ. Torn from the Flag, угор. A lyukas zászló) — угорсько-американський документальний фільм 2007 року режисерів Клаудії Ковач і Ендре Хулса про події Угорської революції 1956 року. 
Фільм передає напружену обстановку піку «холодної війни», суперництво наддержав у цей час. Основні події картини — Угорська революція як перший каталізатор для подальшого падіння комуністичної системи і потенційний переломний момент для розвитку демократії.
«Вирвані з прапора» був зроблений в першу чергу для міжнародного прокату і телепоказу. У 2009 році номінувався на премію «Оскар» в номінації «Кращий документальний фільм».

## Інтерв'юери
Серед співрозмовників, які давали інтерв'ю знімальній групі або показані в кадрах архівної хроніки, такі політичні знаменитості як:
- Михайло Горбачов
- Рональд Рейган
- Генрі Кіссинджер
- Отто фон Габсбург
- Арпад Генц
- Дьюла Горн
- Георгіос Васіліу

## Премії і нагороди
Світова прем'єра фільму відбулася в Голлівуді, на фестивалі «AFI Fest» в Американському інституті кіномистецтва. Також він був показаний на фестивалі «Milestones» в номінації «відзначаємо кращих з кращих», де він був продемонстрований поряд з фільмами Інгмара Бергмана і Мікеланджело Антоніоні. Фільм зустріли аншлагом — квитки на прем'єру були розпродані за 45 хвилин. На сьогоднішній день «Вирвані з прапора» учасник понад 20 фестивалів і володар 8 нагород і премій.